# HD 193452
HD 193452，又名BD-15 5626，SAO 163471、HR 7775，是一颗恒星，视星等为6.1，位于銀經29.12，銀緯-26.32，其B1900.0坐标为赤經20h 15m 9.4s，赤緯-15° -26.32′ 1″。